# Sender Monte Penice
Die als Sender Monte Penice bezeichneten Sendeanlagen auf den Gemarkungen der Kommunen Menconico (in der Provinz Pavia im südlichsten Zipfel der Lombardei) und Bobbio (in der Provinz Piacenza in der gleich angrenzenden Emilia-Romagna) dienen der RAI sowie privaten Anbietern zur Verbreitung von Fernsehen und UKW-Rundfunk. Als Antennenträger wird seit Anbeginn u. a. ein 150 Meter hoher freistehender Stahlfachwerkturm verwendet. Der Erste Sender wurde von General Electric im Rahmen des Marshallplans aufgestellt.
Der Standort entstand 1953 aus dem Wunsch heraus, möglichst große Teile Norditaliens zu versorgen. Der Monte Penice, ein 1460 m s.l.m. hoher Berg am nordwestlichen Rand des Apennins, bot hierzu ideale Voraussetzungen, denn von hier ergibt sich ein weiter Blick über die gesamte Poebene, von Cuneo am westlichen Rand des Piemont über Mailand bis nach Venetien und der Emilia-Romagna. Die von den Sendern des Monte Penice ausgestrahlten Programme können bei guten Bedingungen bis in die deutschsprachige Schweiz gehört werden.

## Frequenzen und Programme

### Analoger Hörfunk (UKW)
| Frequenz (MHz) | Programm    | RDS PS   | RDS PI                | Regionalisierung | ERP (kW) | Antennendiagramm rund (ND)/gerichtet (D) | Polarisation horizontal (H)/vertikal (V) |
| -------------- | ----------- | -------- | --------------------- | ---------------- | -------- | ---------------------------------------- | ---------------------------------------- |
| 94,2           | Rai Radio 1 | *Radio1_ | 5701 (regional), 5201 | Lombardei        | 120      | ND                                       | zirkulär                                 |
| 97,4           | Rai Radio 2 | *Radio2_ | 5202                  | –                | 120      | ND                                       | zirkulär                                 |
| 99,9           | Rai Radio 3 | *Radio3_ | 5203                  | –                | 120      | ND                                       | zirkulär                                 |
| 103,0          | Rai Radio 1 | *Radio1_ | 5501 (regional), 5201 | Piemont          | 120      | ND                                       | H                                        |

### Digitales Fernsehen (DVB-T)
Digitale TV-Multiplexe werden vom Standort Monte Penice RAI (Menconico) auf den Kanälen 26, 30, 31, 34 und 40 von der RAI und am Standort Monte Penice Vetta (Bobbio) auf den Kanälen 22, 23, 24, 25, 36, 44, 45, 46 und 48 von lokalen und privaten Anbietern verbreitet.

### Analoges Fernsehen (PAL)
Vor der Umstellung auf DVB-T diente der Sendestandort weiterhin für analoges Fernsehen.
| Kanal | Frequenz (MHz) | Programm          | ERP (kW) | Sendediagramm rund (ND)/ gerichtet (D) | Polarisation horizontal (H)/ vertikal (V) |
| ----- | -------------- | ----------------- | -------- | -------------------------------------- | ----------------------------------------- |
| B     | 62,25          | Rai Uno           | 100      | D                                      | H                                         |
| 23    | 487,25         | Rai Due           | 2000     | D                                      | H                                         |
| 35    | 583,25         | Rai Tre Lombardei | 2000     | D                                      | H                                         |
| 36    | 591,25         | Rai Tre Piemont   | 250      | D                                      | H                                         |